# Вібрато
Вібрато — періодичні зміни висоти, гучності або тембру музичного звуку. У струнних інструментах викликається коливаннями пальця, в духових інструментах й у вокалістів — пульсацією повітряного тиску.
Як правило, висота, гучність та тембр при виконанні на конкретному інструменті не змінюються одночасно — якась з цих характеристик переважає, а інші — побічний ефект основної. Вібрато широко поширене в рок-музиці, особливо в гітарних партіях. На електричній гітарі вібрато може бути виконане двома способами: за допомогою тремоло-машинки і за допомогою посмикування притиснутого до струни пальця.
Вібрато належить до музичних стилістичних прикрас у вокальному мистецтві при сольному співі, але не застосовується в хоровій музиці, де кожний голос повинен відповідати звучанню чистих нот і звучати «як один».
Вібрато (італ. vibrato — коливання) — 1. Виконавський прийом на смичкових інструментах, що надає звуку теплоти і виразності. 2. Прийом гри на клавікорді, який створює враження коливання висоти та сили звуку. 3. Прийом гри на деяких духових інструментах, що полягає в незначному відкриванні клапанів, поєднаному зі зміною інтенсивності видиху музиканта. 4. В співі періодичне змінювання частоти і спектра звуку голосу співака, від якого значною мірою залежить характер сприймання його звучання. Оптимальне вібрато з частотою 5—7 пульсацій на секунду надає звучанню голоса життєвості, одухотвореності та милозвучності. Більша частота пульсацій створює відчуття «баранця» та «мекання», менша — «качання», «розхитування» звуку. 

## Вібрато і тремоло

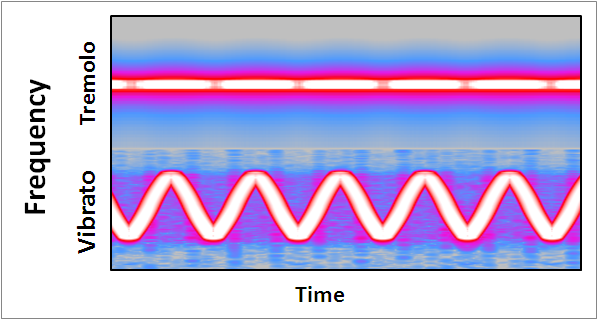
Спектрограма що показує різницю між тремоло і вібрато.

Поняття вібрато і тремоло іноді помилково використовують взаємозамінно одне замість іншого, хоча (в світі класичної музики) вони визначаються як два окремі ефекти, де вібрато за визначенням є періодичним коливанням висоти звучання (частоти) музичної ноти, а тремоло це швидке повторення однієї ноти (зазвичай шістнадцята нота) для того, щоб створити звуковий ефект подовженої ноти, особливо на інструментах що не можуть відігравати довготривалі ноти, такі як гітара. На практиці, виконавцю чи гравцю на музичному інструменті важко досягти чистого вібрато чи тремоло (коли змінюється лише частота або гучність звучання), і ці дві варіації як правило можуть відбуватися одночасно. Електронні ефекти чи генерація сигналів дозволяють легше досягти або продемонструвати чисте тремоло або вібрато. У світі електрогітар і звукозапису вібрато зберігає те саме значення, що і в світі класичної музики (періодичне коливання висоти звучання), а тремоло описує періодичне коливання гучності звучання, що зазвичай досягається за допомогою спеціальних зовнішніх пристроїв.